# Aglaybat al-Fula
Aglaybat al-Fula (arabiska: اكليبات الفولة; spanska: Gleibat El Fula; franska: Gleibat El Foula) är en ort i den av Marocko kontrollerade delen av det omstridda området Västsahara.
Enligt Marockos administrativa indelning tillhör orten en landskommun med samma namn i provinsen Wadi al-Dhahab. Denna kommun hade 2 190 invånare enligt Marockos folkräkning 2014.